# تان جیانسی
تان جیانسی (چینی ساده: 檀健次; پین‌یین: Tán Jiàncì؛ زادهٔ ۵ اکتبر ۱۹۹۰) همچنین با نام هنری جی‌سی-تی (انگلیسی: JC-T) نیز شناخته می‌شود، بازیگر، خواننده و رقصنده اهل چین است. او جوانترین عضو گروه موسیقی ام.آی.سی. است و اکنون به عنوان بازیگر فعالیت می‌کند.

## فیلم‌شناسی

### فیلم
| سال  | عنوان                  | عنوان چینی    | نقش         | منابع |
| ---- | ---------------------- | ------------- | ----------- | ----- |
| ۲۰۰۷ | بی‌بندوباری از دست رفته | 秘岸          | شیائو چوآن  |       |
| ۲۰۱۶ | یادداشت‌های ترسناک      | 恐怖笔记      | ژو یان      | [ ۱ ] |
| ۲۰۱۶ | استاد تسلیم: شیطان     | 天师伏魔·弑魂 | گائو یوآن   | [ ۲ ] |
| ۲۰۱۶ | لرد تولد دوباره        | 魔王重生      | گائو یوآن   | [ ۳ ] |
| ۲۰۱۹ | مهربان                 | 宠爱          | لو هوا      | [ ۴ ] |
| ۲۰۲۴ | دلم برات تنگ شده       | 被我弄丢的你  | بای شیائویو | [ ۵ ] |